# Ms Def
Ms Def (eigentlich Petra Stockinger) ist eine aus Oberösterreich stammende Rapperin. Sie ist hauptsächlich für ihre gesellschafts- bzw. sozialkritischen Texte bekannt und wird dem Hip-Hop-Subgenre des Conscious Rap zugeordnet.

## Karriere
Ms Def begann ihre musikalische Karriere 2005 in Salzburg als Teil der Hip-Hop-Formation 3seen. Sie produzierte unter anderem für Son Griot und arbeitete an eigenen Texten, die auch auf seinen Alben als Features erschienen. Im Jahr 2008 wurde Ms Def Teil der ersten österreichischen all-female Hip-Hop-Crew MTS (urspr. Multitaskingsisters). Zusammen mit den Rapperinnen Mag-D, Nora Mazu (urspr. Nora MC), Oh'laek und BaghiRah veröffentlichte sie 2009 und 2011 zwei Alben, kam 2009 ins Finale des Protestsongcontests und gewann 2012 den Austrian Newcomer Award.
Im Jahr 2016 startete Ms Def ihre Solokarriere. Sie veröffentlichte im September 2016 die Lichtblicke-EP und im August 2018 die Klartext-EP. Ihre Single Rise Up kam 2017 ins Vorfinale des Protestsongcontests und in die FM4-Radio-Rotation, wo sie seitdem mit diversen Singles vertreten ist.
Im September 2019 erschien Ms Defs Single 1,1 Grad, die das Thema Nachhaltigkeit und Klimaerwärmung reflektiert. Kurz darauf im Februar 2020 veröffentlichte sie den Song Swipe Right, der sich mit Online Dating und seinen Tücken beschäftigt. Gemeinsam mit der Sängerin, Produzentin und Rapperin Miss Bun Pun (urspr. Misses U) erschien im November 2020 die Single Grau.
Ms Def lebt in Wien.

## Diskografie
EPs
- 2016: Lichtblicke
- 2018: Klartext
- 2021: Moment

Singles
- 2018: Rise Up
- 2018: Gemeinsom
- 2019: Mehr (feat. Mag-D, Lady Ill-Ya, Yasmo, Misses U und Bella Diablo)
- 2019: 1,1 Grad
- 2020: Swipe Right
- 2020: Grau (feat. Misses U)
- 2021: Kartenhaus
- 2023: Screentime Apocalypse
- 2023: Nix Dabei